# Бонели (Ровиго)
Бонели је насеље у Италији у округу Ровиго, региону Венето.
Према процени из 2011. у насељу је живело 173 становника. Насеље се налази на надморској висини од -2 м.
Основан је 1925. године.